# 維爾納定律
維爾納定律（Verner's law），由卡爾·維爾納於1875年提出，該定律描述了發生在原始日耳曼語（PGmc）中的一次歷史音變，指出了，出現在非重讀音節的末尾的清擦音*f, *þ, *s和*x，經過濁化轉變成了*b, *d, *z和*g。

## 疑團
發現了格林定律以後，在運用過程中出現了一系列的不規則現象。原始印歐語（PIE）的清塞音*p, *t, *k按照格林定律本應該在原始日爾曼語中分別轉變成*f, *þ（齒間擦音）和*x（舌根擦音），通常情況下的確是這樣的。但是，在一大批的同源詞中，以其在拉丁語、古希臘語、梵語、和波羅的語中的形態可斷定其PIE音素是*p, *t, *k，在日爾曼語中卻表現爲濁塞音*b, *đ, *g。
起先，少許的「異常」並未引起過多的關注，學者們更熱心於發現更多「規則」的實例。然而，終究還是有越來越多的語言學家，不再滿足於這些「聽話」子集，而是決心要構建出普遍適用的「無例外」的音變規則體系。
一個由PIE的*t到PGmc的*d的典型例子是*ph₂tēr（「父」，*h₂表示喉音，e上的一橫是長音記號）與*fađēr的對映（而不是預期的*faþēr )。有趣的是，同爲親屬稱謂且結構也相似的PIE：*bʰreh₂tēr（「兄弟」）所對映的PGmc：brōþēr則完全符合格林定律。更有意思的是，我們經常會發現，與PIE：*t對映的*þ和*đ還可以分別出現在同一詞根的不同形態中，如*werþ-（「轉」）字的單數第三人稱過去時爲*warþ，而複數型和過去分詞卻作*wurđ-（加相應的屈折詞尾）。

## 解答
卡爾·維爾納第一個開始去探求，究竟是甚麼原因決定了這兩種結果的分配。通過觀察，他發現，這些發生了不按「規則」的濁化的清擦音不會出現在詞首，而且前臨的元音在PIE中都是非重音。在現代日爾曼語中重讀音節多固定在詞首，但是原始的PIE重音位置很多都在希臘語和早期梵語中保留了下來。*ph₂tēr和*bʰreh₂tēr之間最要緊的區別就在於，前者的重音在第二音節，後者卻是位於詞首（cf.梵語的和）。
類似的，*werþ-和*wurđ-的差異也因重音位詞幹和屈折詞尾（首音節輕讀）的不同而得以解釋。還有其他一些符合維爾納定律的例子，比如：現代德語的ziehen | (ge)zogen（「拉」）< PGmc. *tiux- | *tug- < PIE *déuk- | *duk´-（「引」）.
維爾納定律還有一個伴隨產物：即在此規則下，PIE中的s在PGmc的某些詞中轉變成了z。繼而，在斯堪的納維亞語和西部日爾曼語支的德語、荷蘭語、英語和弗里斯蘭語中，z又轉變成了r，維爾納定律解釋了某些屈折變化中/s/和/r/的交替。比如，古英語動詞ceosan（「選」，現代英語作「choose」），複數過去時爲curon過去分詞爲 (ge)coren < *kius- | *kuz- < *ǵéus- | *ǵus-（「嘗，試」）。假如聲母未發生轉變的話，coren的詞形可能會一直保存在英語中（cf. kiesen : gekoren（choose，古語））。但是維爾納的/r/在「were」（現代英語系動詞「是」的複數過去時）中就沒有被磨滅——were < PGmc. *wēz- 與was（「是」的單數過去時）對立。類似的lose(英語lost「丟失」的弱化形）也有一個forlorn與之相配（cf.荷蘭語verliezen : verloren；在德語的對映詞中，/s/已經磨滅，lose對映爲verlieren，forlorn對映verloren）。

## 維爾納定律的時限
日爾曼語言發生了重移至詞首的轉變之後維爾納定律就不再適用了。因為古語的重音位置才是導致此類濁化的必要條件，從清輔音向相應濁化變體轉變所依賴的環境被重音的移動取消了。然而最近有觀點認為維爾納定律在「後」格林定律時代仍然有效。专家指出，在一定条件下，即使转化方向相反最终结果也有可能是一样的。

## 意義
卡爾·維爾納於1876年在歷史語言探索雜誌上發表了題爲Eine Ausnahme der ersten Lautverschiebung（「一個音變特例」）論文中闡述了他的發現。但是早在一年前在他寫給Vilhelm Thomsen（維爾納的朋友和導師）的一封私信中他就已經簡要地講述了這一理論。
維爾納的發現在年輕一代比較語言學家——所謂新語法學家——中間激起了極大的熱情。因為它爲新語法學家們所追求的無例外的音變規則（""）提供了有力的理論依據。

## 延伸閱讀
- [Language and Origin of the Germanic Peoples — Compendium of the Proto-Germanic Language prior to First Sound Shift（英语：Germanic Parent Language）], 244 p., ISBN 978-3-9812110-1-6, London/Hamburg 2009
- Kortlandt, Frederik（英语：Frederik Kortlandt）, Proto-Germanic obstruents. — in:  27, p. 3–10 (1988).
- Koivulehto, Jorma /  118, p. 163–182 (esp. 170–174) (1996)
- Noske, Roland, The Grimm–Verner Chain Shift and Contrast Preservation Theory. — in: Botma, Bert & Roland Noske (eds.), Phonological Explorations. Empirical, Theoretical and Diachronic Issues ( 548), p. 63–86. Berlin: De Gruyter, 2012.
- — in:  106, p. 1–45 (1984)

## 外部連結
- A Reader in Nineteenth Century Historical IE Linguistics Ch.11 "An exception to the first sound shift" by Winfred P. Lehmann - From the Linguistics Research Center at the University of Texas at Austin
- The original article (German)